# N4-(beta-N-acetilglukozaminil)-L-asparaginaza
4-(beta--acetilglukozaminil)--asparaginaza (EC 3.5.1.26, aspartilglukozilaminska deaspartilaza, aspartilglukozilaminaza, aspartilglukozaminidaza, aspartilglikozilaminska amidohidrolaza, N-aspartil-beta-glukozaminidaza, glukozilamidaza, beta-aspartilglukozilaminska amidohidrolaza, 4-N-(beta-N-acetil--glukozaminil)--asparaginska amidohidrolaza) je enzim sa sistematskim imenom N4-(beta--acetil--glukozaminil)--asparagin amidohidrolaza. Ovaj enzim katalizuje sledeću hemijsku reakciju
4-(beta--acetil--glukozaminil)--asparagin + H2O {\displaystyle \rightleftharpoons } N-acetil-beta-D-glukozaminilamin + L-aspartat
Ovaj enzim deluje samo na asparagin-oligosaharide koji sadrže jednu aminokiselinu.

## Literatura
- Nicholas C. Price; Lewis Stevens (1999). Fundamentals of Enzymology: The Cell and Molecular Biology of Catalytic Proteins (Third изд.). USA: Oxford University Press. ISBN 019850229X.
- Eric J. Toone (2006). Advances in Enzymology and Related Areas of Molecular Biology, Protein Evolution (Volume 75 изд.). Wiley-Interscience. ISBN 0471205036.
- Branden C; Tooze J. Introduction to Protein Structure. New York, NY: Garland Publishing. ISBN 0-8153-2305-0.
- Irwin H. Segel. Enzyme Kinetics: Behavior and Analysis of Rapid Equilibrium and Steady-State Enzyme Systems (Book 44 изд.). Wiley Classics Library. ISBN 0471303097.

## Spoljašnje veze
- N4-(beta-N-acetylglucosaminyl)-L-asparaginase на 